# Gallicanisme
Le gallicanisme est une doctrine religieuse et politique française, mise en place sous l'Ancien Régime, qui cherche à organiser l'Église catholique du royaume de France, de façon autonome par rapport au pape.
À partir du XVIIe siècle et surtout au XIXe, un courant de pensée opposé se développe : l'ultramontanisme, qui vise à faire reconnaître l'infaillibilité pontificale et affaiblit la doctrine gallicane. À la suite de la loi de séparation des Églises et de l'État, votée en 1905, la doctrine gallicane n'est plus une idéologie politique.

## Définition
Le gallicanisme désigne une doctrine dont le nom dérive du latin Gallia qui signifie Gaule. Elle est développée en France entre le XVe et le XIXe siècle. Selon cette doctrine, l’Église s'organise à l'échelle de la France, en respectant les lois de l’État et ne reconnaît au pape qu'un pouvoir spirituel,. La doctrine est parfois qualifiée de courant politique.

## Mise en place de la doctrine sous l'Ancien Régime
La doctrine prend d'abord place auprès des souverains (Philippe le Bel, Charles VII, Louis XIV) qui organisent un fonctionnement politique où le pape ne préside qu'aux questions relevant du dogme et de la foi. Il s'agit par exemple de la Pragmatique Sanction de Bourges, promulguée en 1438, et de la Déclaration des Quatre articles, adoptée en 1682 par l'assemblée extraordinaire du clergé. Le souverain du Royaume de France prend à sa charge (ou délègue à une réunion des évêques de France), les nominations des évêques et des abbés, ainsi que le prélèvement de l'impôt ecclésiastique tel que la dîme.
Le soutient ouvert de Denis de Sallo au gallicanisme dans le Journal des savants, aboutit à la suspension du Journal après son treizième numéro, paru le 30 mars 1665. Sa nécessité cependant reconnue conduit à son rétablissement la même l'année, sous la direction d'un nouveau rédacteur en chef, l'abbé Gallois.

## Évolution de l’Époque moderne jusqu'auXIXesiècle
Jean Delumeau distingue le gallicanisme ecclésiastique, qui est une position théologique et ecclésiologique antérieure et ultérieure à la Réforme, le gallicanisme régalien et le gallicanisme parlementaire, qui est une doctrine politique et administrative. Très largement partagée par les juristes français de l'Ancien Régime et du XIXe siècle, cette troisième grande tendance du gallicanisme a contribué à la construction doctrinale de l'État moderne[page à préciser].
L'ultramontanisme (du latin ultra, « au-delà de », et montis, « montagne », à savoir les Alpes) qualifie un courant politique qui s'exprime en opposition au gallicanisme, entre le XVIIe et le XIXe siècle. Initialement défendu par les jansénistes, il est repris par des penseurs catholiques, tels que Félicité de La Mennais à ses debuts. Les penseurs ultramontains considèrent que la seule autorité qui existe dans l'Église catholique, dogme et administration, doit venir du pape.
Après la Restauration, l'ultime sursaut du gallicanisme parlementaire (c'est-à-dire politique) se manifeste avec la parution en 1845 du Manuel sur le droit ecclésiastique français d'André Dupin,[page à préciser].

## Déclin depuis la fin duXIXesiècle
La doctrine gallicane perd de son influence dans l'Église romaine, lorsque le dogme de l'infaillibilité pontificale est voté lors du premier concile du Vatican (1869-1870). De plus, en France, avec la loi de 1905, qui organise la séparation des Églises et de l'État et l'institutionnalisation du principe de laïcité, le gallicanisme n'est plus une doctrine politique et le principe fait débat surtout dans les communautés religieuses. 
Ainsi, certaines Églises minoritaires se réclament du gallicanisme, comme l'Église gallicane, tradition apostolique de Gazinet née en 1916, ou l’Eglise apostolique œcuménique gallicane.

## Controverse
En 2025, Raphaël Steck, évêque de l'Union apostolique gallicane et recteur du centre Miséricorde Saint-Joseph à Lingolsheim, connu entre autres pour sa lutte pour la cause animale et pour avoir béni la chapelle privée d'Alain Delon s'est défenestré avant sa comparution devant le tribunal de Strasbourg pour stockage et diffusion d'images pédopornographiques — accusation dont il a reconnu les faits,.

### Sources
- Nicolas Sild, Le Gallicanisme et la construction de l’État (1563-1905) (Thèse de doctorat - Droit public), Université Panthéon-Assas, coll. « collection des thèses » (no 129), 2016, 678 p. (BNF 45175379)
- Emmanuel Tawil, Du gallicanisme administratif à la liberté religieuse. Le Conseil d'État et le régime des cultes depuis la loi de 1905, Aix-en-Provence, Presses universitaires d'Aix-Marseille, 2009, 247 p. (ISBN 978-2-7314-0678-8)